# Dogtown (Сімпсони)
«Dogtown» (укр. «Доґтаун») — фінальна, двадцять друга, серія двадцять восьмого сезону мультсеріалу «Сімпсони», прем'єра якої відбулась 21 травня 2017 року у США на телеканалі «Fox».

## Сюжет
Гомер їде на авто у звичній манері та стилі (невміло та необдумано), коли необережно виїжджає на провулок, де немає місця для маневру. Через несправні гальма, він повинен обрати на кого наїхати: Маленького Помічника Санти або безпритульного Гіла. Гомер жахається уявлення про те, що вдарить милого і симпатичного пса, тому він наїжджає на Гіла. В результаті, останній отримує серйозну травму шиї і планує подати до суду на Гомера і відсудити все, що у них є.
Суд присяжних приймає аргумент захисту, що собаки — не тільки такі ж добрі, як люди, але і багато в чому кращі, і вони відхиляють справу Гіла. Мер Квімбі вирішує очолити настрої, спрямовані на підтримку собак, тому приймає вердикт, що собаче життя цінніше за людське.
У Спрінґфілді запроваджуються заходи, спрямовані на обслуговування собак, і покарання людей. Наприклад, бідний ветеринар доктор Баджі усвідомлює, що собаки незабаром помітять, що люди не відстоюють свій альфа-статус і не будуть ставитись до громадян, що викличе собачий хаос… Однак, його заарештовують і заковують у кайдани…
Незабаром все справджується… Навіть Маленький Помічник Санти втікає від Барта і приєднується до здичавілих собак. Місто ховається від злісних собак, і на міських зборах громада благає свого найбільш розбитого громадянина, Гіла, допомогти їм. Гіл неготовий зіткнутися зі своїми вуличними істотами, тому Мардж протистоїть ватажку собачої зграї — злому чихуахуа Мілгауса Такіто. Вона викидає Такіто і стає новою альфа-собакою Спрінґфілда. Згодом усі собаки повертаються до своїх домівок та сімей.
У фінальній сцені Гіл знаходить нового друга в ослабленому Такіто, який лиже руку Гілу і радісно гавкає. Однак чихуахуа прогавкує, що є доброзичливим лише, щоб знати смак господаря на випадок його смерті…

## Виробництво
У квітні 2015 року кадр зі сцени на дивані був представлений як промо зображення серії «The Kids Are All Fight» 26 сезону. Згодом виконавчий продюсер Ел Джін повідомив, що для тієї серії ця сцена на дивані була надто короткою, тому її було замінено інакшою версією сцени на дивані «Гра в життя» із серії 25 сезону «Pay Pal».
У вирізаній сцені Ліса зустрічає, Такіто, скаженого чихуахуа, який намагається її вбити. Вона намагається відбитися від нього, розмовляючи із собакою іспанською, кажучи: «Sé lo que ser hombrecito un perro de vueltas si una vuelta. A qué le gusta agua fresca? A ti te gusta agua fresca?» (укр. «Я знаю, що таке собака на колінах — це як маленька людина на колінах. Ви любите прісну воду?», друге речення іспанською не має жодного сенсу).

## Цікаві факти і культурні відсилання
- Blheut у мультсеріалі, одразу після попередньої серії, серія почалась одразу зі сцени на дивані.
- Напис на дошці відсилає до 28 сезонів серіалу і до того, що співачка Тейлор Свіфт — ровесниця мультсеріалу (з різницею 4 дні).

## Ставлення критиків і глядачів
Під час прем'єри серію переглянули 2,14 млн осіб з рейтингом 0.9, що зробило її другим найпопулярнішим шоу на каналі «Fox» тієї ночі, після «Сім'янина».
Денніс Перкінс з «The A.V. Club» дав серії оцінку C+, сказавши, що у серії «…жарти недостатньо гарні, щоб витримати передумову, елементи персонажів — нехитрі та розріджені, і, як це відбувається вже кілька років поспіль, фінал сезону здається менш схожим на спробу [мультсеріалу] з тріском піти, і більше схоже на роздуми».
Тоні Сокол з «Den of Geek» дав серії чотири з п'яти зірок, сказавши:
|  | Серія потурає щенячій любові, але якимось чином примудряється перетворити дворняг на паршивий безлад пустотливого хаосу… Кішки також отримають свій день, але собачки чарівні. Вони — миттєві меми, кращі друзі людини, очі сліпих людей і рятівники п’яних дослідників Арктики. |

Згідно з голосуванням на сайті The NoHomers Club більшість фанатів оцінили серію на 1/5 із середньою оцінкою 2,78/5.